# Sesamia nonagrioides
Sesamia nonagrioides is een vlinder uit de familie uilen (Noctuidae). De wetenschappelijke naam is voor het eerst geldig gepubliceerd in 1827 door Lefebvre.
De soort komt in Europa voor in het Middellandse Zeegebied en komt noordelijk voor tot in de buurt van Bordeaux. Er zijn waarnemingen van noordelijkere landen, maar vanwege de vorstgevoeligheid van het dier, is de kans op overleven er klein. Hij komt ook voor in Afrika. In Zuid-Europa en wordt de soort als een pest ervaren, omdat de rupsen schade aanricht aan stengels van onder meer maïs en graan. In Afrika staat de soort eveneens als pest voor landbouwgewassen bekend.
De vlinder is lichtbruin met een donkere veeg die over de voorvleugel loopt. Langs zijn franjes loopt een fijne, zwarte lijn en bij de vleugelbasis zit een donkere stip.